# Zivil-Verdienstmedaille (San Marino)
Die Zivil-Verdienstmedaille wurde am 22. März 1860 vom Rat der Republik San Marino in Gold, Silber und Bronze gestiftet und kann für alle hervorragenden, dem Staat geleisteten Dienste sowie für besondere Leistungen auf dem Gebiet der Nächstenliebe, Wissenschaft und Kunst verliehen werden. Zum gleichen Datum wurde auch die Militärverdienstmedaille gestiftet.
Die achteckige Medaille trägt mittig die Inschrift MERITO (Verdienst) und ist von einem unten zusammengebundenen Eichenlaubkranz umschlossen. Die Rückseite zeigt, auf gekreuzten Fahnen, Speeren, Gewehren, Säbeln und Trommeln ruhend und von einer Krone überragt, den Wappenschild der Republik und im Halbrund oben umlaufend die Worte REPUBBLICA DI SAN MARINO.
Getragen wird die Auszeichnung an einem himmelblauen Band mit roten Randstreifen auf der linken Brust. 